# テオドリック (東ゴート王)
テオドリック（Theodoric、ゴート語: 𐌸𐌹𐌿𐌳𐌰𐍂𐌴𐌹𐌺𐍃、454年 - 526年8月30日）は、東ローマ帝国の軍人および政治家。484年の執政官。ローマ帝国の副帝としてローマ帝国の西半分を統治した。また、497年にイタリア王の称号を認められ、東ゴート王国を成立させた。表記は他にテオデリック（Theoderic, Theoderik）、テオドリクス（羅: Theodoricus）、 テオドーリコ（伊: Teodorico）など。しばしばテオドリック大王と呼ばれる。

## 生涯

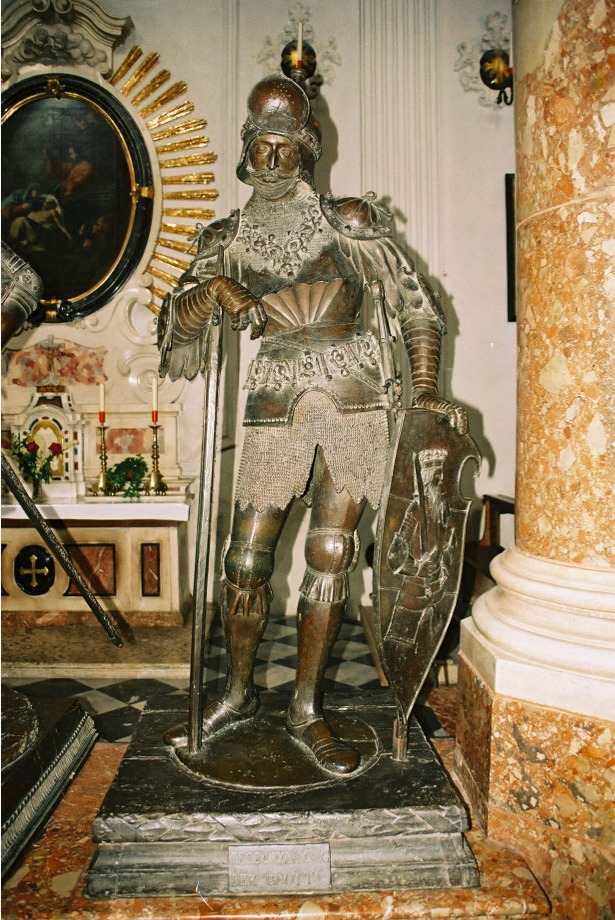
テオドリック大王のブロンズ像。(正面)
ペーター・フィッシャー (父)作(1513年)。インスブルック宮廷教会所蔵。

### 東ローマ帝国の軍人として
テオドリックは454年にゴート人の有力者の一人ティウディミールの子として生まれた。弟にティウディムントがいる。
461年頃より東ローマ帝国のコンスタンティノープルの宮廷へ人質として送られ、東ローマ帝国の実質的な支配者だったアラン人の将軍アスパルの下で教育を受けた。
469年にボリア川の戦いでパンノニアのゴート王の一人ウァラメールが死亡すると、皇帝レオ1世はテオドリックをウァラメールの代わりとしてスラヴォニアの守備隊へ配属した。テオドリックは470年にババイに率いられたサルマタイ人との戦いに勝利し、テオドリックの下で戦った6000人の従士から王として推戴された。これは父ティウディミールが率いる集団とは全く異なる集団においての推戴だった。
471年、東ローマ帝国の実質的な支配者でテオドリックの師でもあった将軍アスパルが、皇帝レオ1世とイサウリア人の族長ゼノンによって殺害された。アスパルが殺害されると、アスパルに仕えていたゴート人オストリュスを指導者としてコンスタンティノープルのゴート人が復讐の兵を挙げた。アスパルの姻戚だったゴート人の有力者テオドリック・ストラボもトラキアで兵を挙げ、レオ1世にアスパルの遺産の引き渡しを求めた。多くのゴート人がテオドリック・ストラボの下に集まり、テオドリック・ストラボは473年に「全ゴート人にたいする王」として推戴された。このときテオドリック・ストラボはゴート人としての同属意識に訴えてテオドリックへも自陣営へ加わることを要求したが、テオドリックは皇帝側に与することを選択している。まもなくレオ1世はテオドリック・ストラボと和睦し、テオドリック・ストラボを王として認め、アスパルが就いていたマギステル・ミリトゥムの地位と年額で金2000リーブラの給金を受け取る権利とをテオドリック・ストラボに与えた。レオ1世は474年に死亡し、レオ2世とゼノンの親子が新たに皇帝を名乗った。
474年頃、マケドニアのテッサロニキを占領してキロスへと居を移していた父ティウディミルが死亡した。ティウディミルに従っていた戦士たちの多くはテオドリックの従士団に合流したものと考えられている。
475年、テオドリック・ストラボが皇帝ゼノンに対する反乱に加担してマギステル・ミリトゥムを解任され、テオドリックが後任のマギステル・ミリトゥムとして任命された。476年になるとテオドリックにはパトリキ（貴族）の地位も与えられた。マギステル・ミリトゥムを解任されたテオドリック・ストラボは、報復としてトラキアで略奪を行った。ゼノンはテオドリック・ストラボを公敵と宣言し、テオドリックにテオドリック・ストラボの討伐を命じた。テオドリックは478年にゼノンとコンスタンティノポリス元老院とにテオドリック・ストラボと和解しないことを約束して出陣した。しかしテオドリックがゴート人を率いて戦場へと到着すると、合流するはずであったローマ人の軍団は到着していなかった。何の援軍もなしにテオドリック・ストラボの軍団と対峙することになったテオドリックは、テオドリック・ストラボによって巧みに説得され、テオドリック・ストラボの陣営へと降った。テオドリック・ストラボはゼノンとの和解交渉を行い、マギステル・ミリトゥムの地位へと復帰した。テオドリックはマギステル・ミリトゥムから解任された代わりにパウタリアの領地を受け取り、ディラヒオンへと入城した。
479年、コンスタンティノープルで反乱が起こった。ほどなく反乱は鎮圧されたが、ゼノンはテオドリック・ストラボも反乱に加担していたものと疑い、テオドリック・ストラボをマギステル・ミリトゥムから解任した。これを不満としたテオドリック・ストラボは、テオドリックを従えてトラキアを荒らし回った。ゼノンはブルガール人にトラキアを与える条件で2人のテオドリックに対抗させようとしたが、テオドリックとテオドリック・ストラボはトラキアに侵入してきたブルガール人を撃退した。しかし481年、テオドリック・ストラボがギリシャへの移動中に野営地で事故死してしまう。テオドリックはゼノンとの和解交渉を開始し、相次ぐ反乱に頭を悩ませていたゼノンもテオドリックとの和解に応じるしかなかった。テオドリックは483年にマギステル・ミリトゥムに復帰し、ダキアとモエシアにも領地が与えられた。484年には東ローマ帝国の最高官職である執政官の地位にも登った。ゼノンはテオドリックを485年に養子として迎え入れ、テオドリックに「フラウィウス」のノーメンを与えた。テオドリック・ストラボに従っていた者たちは彼の死後には彼の息子レキタクに従っていたが、そのレキタクも484年に何者かによって殺害され、多くのゴート人はテオドリックの下に集結した。
しかしテオドリックとゼノンの関係は必ずしも良好なばかりではなかった。484年にイサウリア人のイルスが起こした反乱では、ゼノンは裏切りを警戒してテオドリックをコンスタンティノープルの宮廷に留め置き、テオドリックに従っていた軍隊の指揮権をスキタイ人の将軍ヨハネスに与えた。このゼノンの対応にテオドリックは酷く感情を傷つけられた。さらにゼノンがイサウリア人を懐柔しようとしてイサウリア人の将軍コトメネスにマギステル・ミリトゥムの地位を与えると約束したとき、ついにはテオドリックの我慢も限界に達した。テオドリックは486年にトラキアを荒らし回り、487年にコンスタンティノープルを攻囲した。ゼノンはテオドリックに和解の提案を行い、テオドリックを副帝として西ローマ帝国の統治を委ねる代わりに、ゼノンの対立皇帝レオンティウスを支持するイタリア領主オドアケルの討伐を依頼した。テオドリックはゼノンの提案に合意したが、ゴート人の多くはテオドリックと分かれて東ローマ帝国に残ることを選択した。488年、テオドリックは彼に同意した僅かな者たちだけでイタリアへ向けて出発した。このときテオドリックがイタリア遠征のために新たに組織した集団が後に東ゴート人と呼ばれるようになるのだが、この集団はゴート人を中心としつつもローマ人やルギー族等からなる混成集団であり、もともとはゴート人ではなかった者も多かった。ゼノンはテオドリックのイタリア遠征の結果を見ることなく491年に死亡した。ゼノンの死後、東ローマ帝国ではアナスタシウス1世が帝職を担った。アナスタシウス1世はテオドリックが残していったゴート人と手を結び、ゼノンがコンスタンティノープルに招き入れたイサウリア人をトラキアへと強制移住させた。

### 西ローマ帝国の統治者として

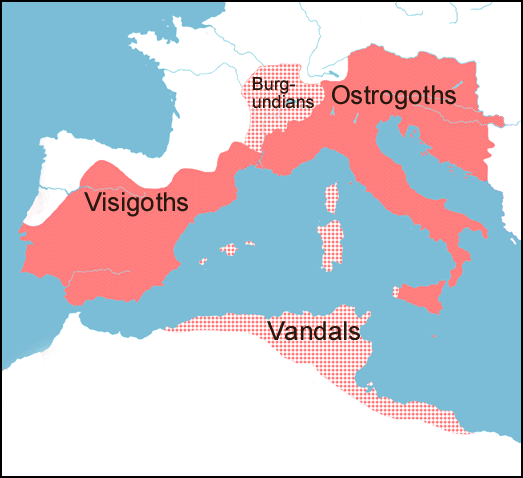
523年時点でのテオドリック大王の統治領域。点描で示された領域は間接的にテオドリック大王の支配下にあった領域。

テオドリックは489年にイタリアへ侵入すると、たびたびオドアケルの軍勢に勝利し、490年にオドアケルをラヴェンナへと追い詰めた。493年、テオドリックは交渉によってオドアケルを降伏させ、和解という名の酒宴の上でオドアケルを殺し、その一族をも皆殺しにした。
テオドリックはアナスタシウス1世より副帝およびイタリア本土の最高司令官に任ぜられた。またテオドリックは戦勝によってイタリア遠征のために組織された新たな従士団からも王として推戴され、その称号も497年にアナスタシウス1世より『栄光この上ない王（rex gloriosissmus）』として公認された。アナスタシウス1世はテオドリックに帝衣と帝冠を授け、西ローマ帝国を統治する皇帝大権を与えた。これによってイタリアにイタリア王と東ゴート王国が成立したとされる。ただし東ゴート王国の成立はイタリアにローマ帝国と異なる国家が誕生したという意味ではない。東ゴート王国とはローマ帝国の軍隊駐屯法に従ってイタリア本土に配置された西ローマ帝国の守備隊であり、その領土や住民は依然として西ローマ帝国のものであった。ゴート人が就くことができる公職は軍官に限られ、民政はオドアケルの時代と同様に引き続き西ローマ帝国政府が執り行った。テオドリックの発言はローマ帝国の公式な布告であったが、最終的な国法の立法権は東ローマ帝国の皇帝が保持していた。テオドリックは500年に帝都ローマで在位30周年式典を開催している。この式典は皇帝にのみ許された行為であり、テオドリックが西方副帝としての権利を行使したものだが、この式典で祝われた事績はテオドリックがサルマタイ人との戦いに勝利して従士団から王として推戴された470年の出来事だった。テオドリックは自身の王権を、皇帝から与えられたものでもなければ父から受け継いだものでもなく、彼自身の戦勝によって獲得したものであるとみなしていたのである。
イタリア本土の統治を開始したテオドリックは、西ローマ帝国の各地の軍閥と婚姻関係を結び平穏を保とうとした。テオドリックはフランク人の王クローヴィスの姉妹アウドフレダを妻に迎え、ヘルール族の王の息子を養子とした。テオドリックの姉妹アマラフリダはヴァンダル王国の王トラサムンドゥスのもとへ嫁ぎ、娘のテオデゴンデは西ゴート人の指導者アラリック2世の妻となり、姪のアマラベルガはテューリンゲン族の王ヘルミニフリドゥスの妻となった。アラリック2世がヴイエの戦いで戦死した507年以降には西ゴート王国の運営にも積極的に干渉し、510年に西ゴート人の指導者をガイセリックからテオデゴンデの幼い息子アマラリックに替え、テオドリック自らが摂政となって西ゴート王国をも直接的に支配した。この時期のテオドリックは西ローマ帝国にある諸王国の盟主と言える立場にあり、その支配域はイタリア本土・ヒスパニア・ナルボネンシス・アフリカ・シチリア・ラエティア・ノリクム・パンノニア・ダルマティアと広大なものだった。
テオドリックは宗教政策においても穏健な政策をとった。テオドリック自身はアリウス派だったがカトリック教徒にも寛容で、特に要請がない限りは教会の内部事情に干渉しようとはしなかった。そのため代々の教皇は、教会に干渉しようとするコンスタンティノープルの皇帝よりも異教徒だが教会には不干渉であるテオドリックに好意的だった。4世紀のゴート人ウルフィラによってゴシック語に翻訳された聖書の貴重な写本であるアルジェンテウス写本は、テオドリック治世下のイタリアで作成されたと考えられている。
テオドリックは過去の皇帝たちに倣ってラヴェンナを本拠地としたが、帝都ローマへの敬意も忘れなかった。オドアケルによって再開されたパンとサーカスや銅貨政策はテオドリックの治世でも維持され、湿地の開拓や港湾の整備により経済が活性化し、ローマ市の人口は40万人ほどにまで回復した。城壁や水道橋が整備され、ポンペイウス劇場やパラティーノの丘にあった諸宮殿も修復された。この時期に修繕されたのであろうウェスタ神殿の煉瓦からはテオドリックを称える刻印が見つかっている。テオドリックはアナスタシウス1世より与えられた紫衣を纏ってコロッセオやチルコ・マッシモに姿を現し、ローマ市民からの喝采を浴びた。ローマ人の著述家カッシオドルスはテオドリックを「トラヤヌスの再来」と称え、当時の碑文はテオドリックを「アウグストゥス」と記録してさえいる。オドアケルにテオドリックと優秀な統治者が続いたこともあり、西ローマ帝国は「金の財布を野原に落としても安全である」と称えられるほどの繁栄の時代を迎えた。
しかし、こうした平穏も523年を転機として崩れ始めた。この年、西方ではテオドリックの信頼が篤かった教皇ホルミスダスが死亡し、東方ではアナスタシウス1世の死後に皇帝となったユスティヌス1世がテオドリックの信仰していたアリウス派への迫害を始めたからである。テオドリックはアリウス派への迫害が西方にまで広がるのを恐れ、教皇や元老院の動向に疑い深くなった。こうした状況の中で、テオドリックが重用していたローマ人ボエティウスに謀反の疑いがかけられた。ボエティウスは523年に投獄されて翌524年に処刑され、ボエティウスの義父シュンマクスも524年に投獄されて525年に処刑された。この出来事をユスティヌス1世はテオドリックによるカトリックへの挑戦と受け止めた。525年になると東方におけるアリウス派への迫害は更に激しいものとなり、テオドリックはアリウス派への迫害を止めさせるべく教皇ヨハネス1世をコンスタンティノープルへと派遣した。ヨハネス1世は525年にローマを出発して翌526年にコンスタンティノープルに到着した。コンスタンティノープルにローマ教皇が訪れるのは初めてのことだったので、教皇はコンスタンティノープルで歓迎を受けた。ユスティヌス1世はヨハネス1世の要求を受け入れる条件として教皇からの戴冠を求めた。ヨハネス1世はユスティヌス1世への戴冠を行い、アリウス派へ行われていた弾圧をゴート人に対しては例外的に適用しないという妥協案をユスティヌス1世に約束させた。しかしイタリアへと帰国したヨハネス1世はテオドリックから冷たく扱われた。ヨハネス1世の妥協案ではアリウス派への迫害は根本的には解決されていなかったし、ユスティヌス1世を戴冠したことはヨハネス1世と皇帝との結びつきをテオドリックに疑わせるものだった。テオドリックはヨハネス1世をラヴェンナに監禁し、ヨハネス1世は526年5月18日に獄死した。教皇への仕打ちはビザンツ皇帝や既にカトリックに改宗していたフランク人らを刺激したが、こうした緊張が本格的な戦争状態に発展しようとしていた8月30日にテオドリックは没した。ヨルダネスの『ゲチカ』によれば、テオドリックは死に際して娘のアマラスンタと孫のアタラリックを後継者に指名し、元老院やコンスタンティノープルの宮廷との友好関係を維持するよう遺言したという。

## 霊廟

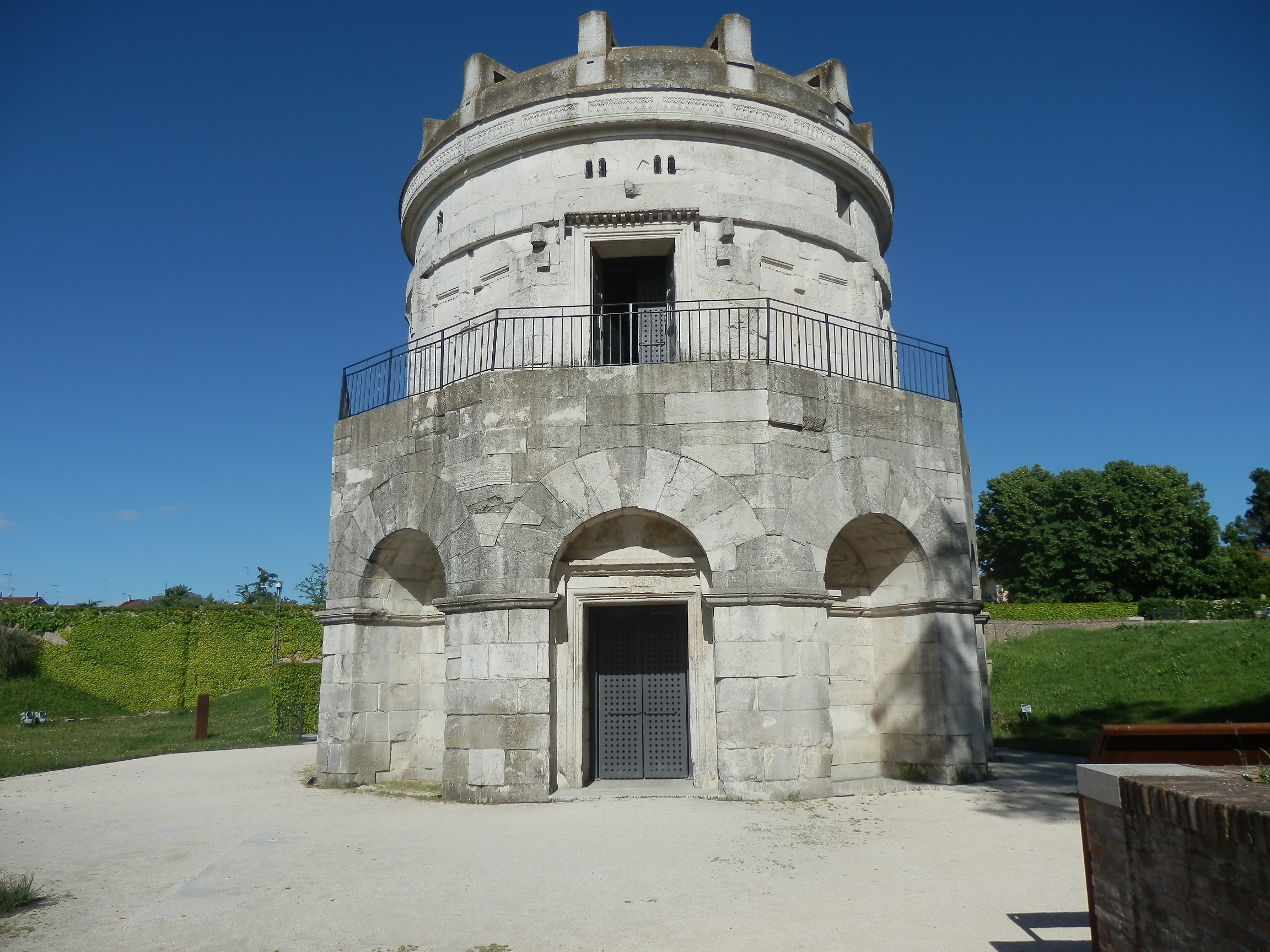
イタリア・ラヴェンナに今も残るテオドリックの霊廟

テオドリックの霊廟は現在でもラヴェンナで見ることができる。霊廟は周辺の幾つかの初期キリスト教会とともに1996年より「ラヴェンナの初期キリスト教建築物群」の名称でユネスコの世界遺産リストに登録されている。霊廟はテオドリックの生前である520年に建設が開始され、おそらくは彼の死後に完成した。霊廟の地下室は洪水のために長いこと埋没していたが、1918年から1919年にかけて発掘調査が行われ、金メッキの胸当てを含む古代の壁画など多くの遺物が発見された。

## ディートリヒ伝説

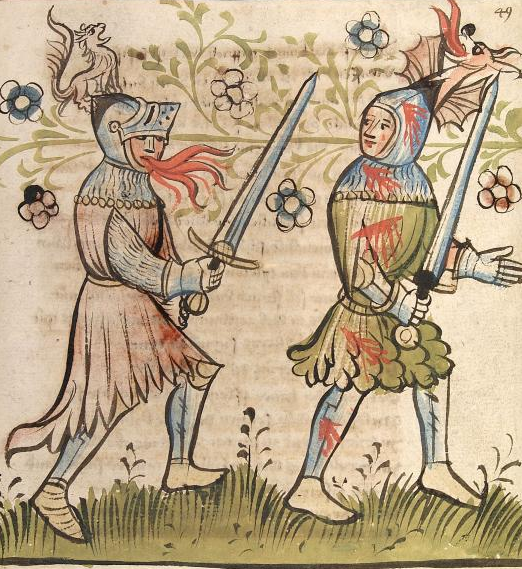
火を噴き始めるディートリヒ対ジークフリート。
『ヴォルムスの薔薇園』の写本の挿絵(15世紀)。ハイデルベルク大学図書館所蔵Cod. Pal. germ. 359写本第49葉表

中世ドイツの叙事詩『ヒルデブラントの歌』、『ニーベルンゲンの歌』などに登場する人物「ディートリヒ・フォン・ベルン」は、いくぶん伝説化されているものの、テオドリックがモデルである。（なお、この「ベルン(Bern)」とは、現在のスイスの都市ベルンではなく、イタリアの都市ヴェローナのことである）
ブリタニカ百科事典第11版（1911年）によれば、「ディートリヒの伝説は様々な点でテオドリックの生涯と異なっている。これは、ディートリヒの伝説が、元来はテオドリックとは別のものであったことを示唆している」という。ディートリヒ伝説の時代考証については誤りが多く、たとえばエルマナリク（376年没）やアッティラ（453年没）が、テオドリック（526年没）と同時代の人間だと言うことになっている。
ディートリヒの物語はいくつか現存しており、これらのものは口承で伝えられてきたと考えられる。ディートリヒが登場する最古の物語は『ヒルデブラントの歌』と『ニーベルンゲンの歌』であるが、いずれにおいてもディートリヒは主要な人物としては描かれていない。
ディートリヒの伝説で最古のものである『ヒルデブラントの歌』は820年ころに記録されている。作中、ハドゥブラントは、父親のヒルデブラントが、オドアケルの手から逃れるため、ディートリヒとともに東方に向かったことを語っている。このように、ディートリヒ自体はヒルデブラントの物語では背景的に名前が出てくる程度ではあるが、この時代の聞き手がディートリヒについて充分な知識を持っていたことが分かる。そして、作中ではディートリヒ（テオドリック）の宿敵が史実通りオドアケルになっているが、のちの伝説ではオドアケルの演じる役柄がエルマナリクにとって変えられている。なお、史実ではテオドリックがオドアケルに追放されたなどという事実はない。
『ニーベルンゲンの歌』において、ディートリヒはフン族の王・エッツエル（アッティラ）の宮廷で亡命生活をおくるという設定になっている。作中、ディートリヒはブルグント族との戦争においてエッツエル側として参加するが、ヒルデブラントを除く家臣をことごとく戦死させてしまっている。最終的には、ブルグントの戦士・ハゲネとギュンターを一騎討ちで打ち破り、捕虜にすることで戦争を終わらせる活躍をした。
スカンディナビアのサガはディートリヒの帰還を扱っている。最も有名なものは、13世紀にアイスランド人かあるいはノルウェー人の作者がノルウェー語で編集した『シズレクのサガ』である。この叙事詩に登場する主人公にして、中世ドイツにおける最大の英雄王。騎士王アーサーや聖王シャルルマーニュと並ぶ、いつか再び還ってくる王となった。
ここでは本来はディートリヒと無関係であったニーベルングやヴェルンドの伝説を取り入れている。その他、レーク石碑に彫られた碑文や古エッダにも登場している。

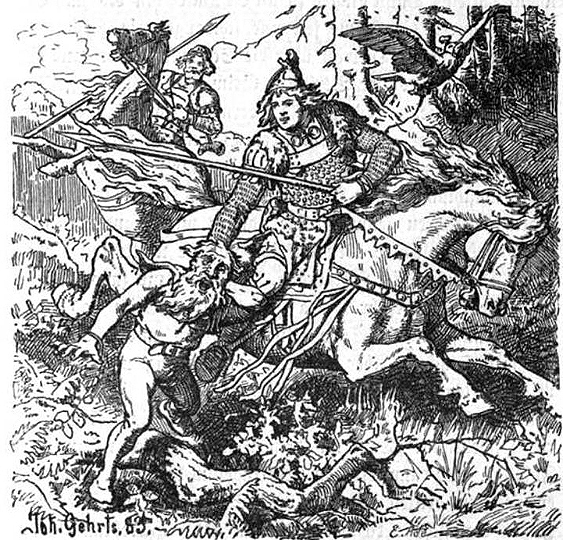
ドワーフを生け捕りにするディートリヒ （ヨハネス・ゲールツ画: 1883年）

後世、ハインツ・リッター=シャウムブルクは『シズレクのサガ』の内容のうち、地形上の記述についてそれが正確であるかを検証した。そのうえで、「ディートリヒ」の伝説の起源はゴート族の王・テオドリックではありえないという結論を出した。そのうえで、リッター=シャウムブルクは叙事詩の英雄は同時代に存在した同名のゴート族であり、それがスウェーデンで「Didrik」とされたのであると主張している。さらに、リッター=シャウムブルクは「ベルン」についてもドイツの「ボン」を意味しており、ディートリヒはボンを統治していたフランク族の小規模な王族だったと主張している。もっとも、この説は多くの学者から反対されている。
13世紀に書かれた『ベルンの書』（Buch von Bern）によれば、ディートリヒはフン族の力を借りて王位を取り戻そうとしたことが書かれている。

## 子女・子孫
氏名不詳の女性（463年 - ?） との間に三女がいる。
493年にフランク王国の王クローヴィスの妹アウドフレダと結婚し、一女をもうけた。
- アマラスンタ（495年頃? - 535年） - 519年の執政官エウタリック（英語版）と結婚[58]。